# Ettore Pais
Ettore Pais (27 de julio de 1856, Borgo San Dalmazzo, Piamonte, Italia - 1939, Roma ) fue historiador, especializado en la Edad Antigua, epigrafista latino y político italiano.

## Biografía
Pais era hijo de Michele Pais Leoni, un noble de Sassari, Cerdeña, y Carlotta Tranchero, de Piamonte. Estudió en Lucca y Florencia desde 1874 y se licenció en Florencia en 1878. Entre sus maestros se encontraban Atto Vannucci y el filólogo Domenico Comparetti. Después de pasar algunos años en Cerdeña, publicó La Sardegna prima del dominio romano en 1881. Ese mismo año estudió en Berlín con Theodor Mommsen y los dos colaboraron en el quinto volumen del Corpus Inscriptionum Latinarum que se publicó en 1884. 
Ettore Pais comenzó su carrera docente en Palermo en 1886 y se mudó a Pisa en 1888, donde se convertiría en profesor de historia de la Edad Antigua. Se quedó allí hasta 1899, cuando comenzó a enseñar en Nápoles, y en 1905 inició una temporada como profesor en la Universidad de Wisconsin-Madison desde 1905. De 1910 a 1914 fue director del Museo Arqueológico Nacional de Nápoles y encabezó las excavaciones en Pompeya. Pais fue profesor visitante en universidades líderes de todo el mundo y recibió muchos títulos honoríficos, entre ellos: profesor de historia y derecho romano de la Universidad de Wisconsin-Madison, honoris causa en Oxford, Chicago y París. Dio clases en París en la Sorbona, en Bucarest, Praga, Madrid, Barcelona, Boston, Cambridge, Nueva York y Chicago.
En 1911 publicó La civiltà dei nuraghi e lo sviluppo sociologico della Sardegna y en 1923 Storia della Sardegna e della Corsica durante el dominio romano. De 1923 a 1931 fue profesor en la Universidad de Roma y de 1922 hasta su muerte, sirvió en el senado italiano.

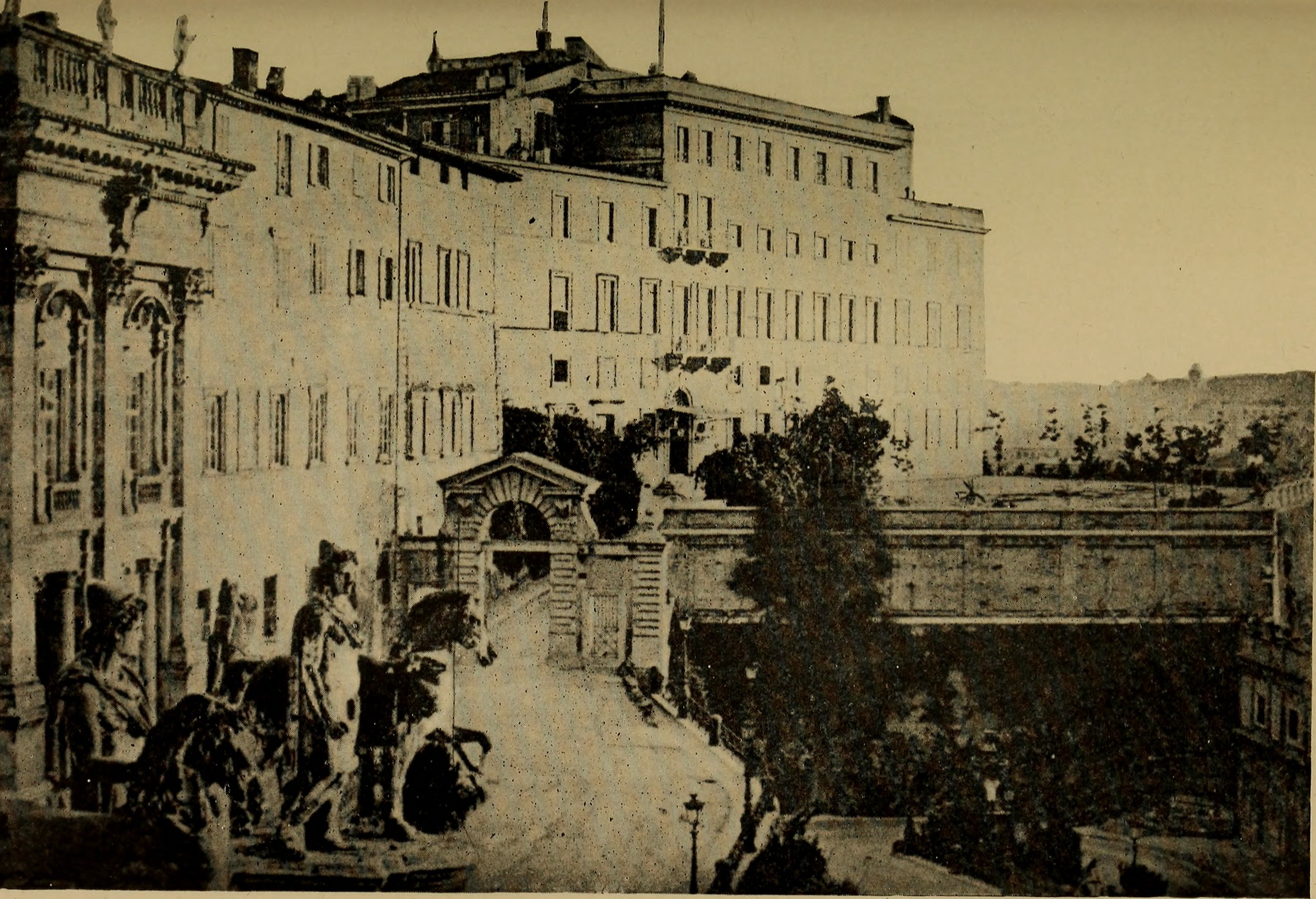
Ilustración del libro Ancient legends of Roman historyde Ettore Pais (1905)

## Obras principales
- La Sardegna prima del dominio romano, 1881.
- Storia della Sicilia e della Magna Grecia, 1894.
- Storia di Roma, 1898-1899. 2 vol.
- La civiltà dei Nuraghi e lo sviluppo sociologico della Sardegna, 1923.
- Fasti triumphales populi Romani, 1923.
- Storia della Sardegna e della Corsica durante il dominio romano, 1923.
- Storia dell'Italia antica, 1925. 2 vol.
- Storia critica di Roma durante i primi cinque secoli. 1913-20. 4 vol.
- Storia di Roma durante le guerre puniche, 1926. 2 vol.

En 1892, en el período de la enseñanza en Pisa, publicó el primer número de la revista Studi storici, que durante unos años dirigió y cuidó junto con su colega Amedeo Crivellucci; De 1908 a 1913 la revista continuó con el título "Estudios históricos para la antigüedad clásica".
Pais ocupa un lugar especial en la dirección de la traducción italiana de las grandes historias de Theodor Mommsen, Edward Gibbon, Ferdinand Gregorovius, Victor Duruy y Louis Sébastien Le Nain de Tillemont.